# 天賛
天賛（てんさん）は、遼の太祖耶律阿保機の治世で使用された元号。922年 - 926年。
- 元年：神冊より改元。
- 5年：耶律阿保機による西方経略が完成。天顕と改元

## 西暦との対照表
| 天賛 | 元年  | 2年   | 3年   | 4年   | 5年   |
| 西暦 | 922年 | 923年 | 924年 | 925年 | 926年 |
| 干支 | 壬午  | 癸未  | 甲申  | 丙戌  | 丙戌  |